# 李清國
李清國（1952年—），生於臺灣，臺科大碩士，曾任中華民國陸軍中將、欣欣天然氣公司總經理，現為台北高爾夫俱樂部董事長。

## 生平
陸軍官校43期、國立臺灣科技大學管理研究所碩士，曾任陸軍副司令、陸軍十軍團指揮官、參謀本部人事參謀次長、花防部司令、陸軍總部人事署長、陸軍機械化步兵234師師長等職。88風災時，依慣例由陸軍副級最高主官擔任，李清國於是就這樣掛名式的接下這個任務，擔任中臺灣地區救災行動的指揮官，事實上在此次風災任務，出謀劃策，用兵調遺，裝備和物力支援全是十軍團司令和所屬官兵弟兄們的功勞，李清國只是一位代表上級的監軍御史，負責監軍，若有戰功時，當然也要算他一份，所以在事後，李清國與十軍團的國軍官兵一同獲得前總統馬英九親自頒授勳章，同時他也是前陸軍司令胡鎮埔上將最信任的下屬之一，也是現任行政院退輔會主委李翔宙、國家年金改革委員會委員吳斯懷、前駐捷克共和國代表陸小榮、陳水扁第三任侍衛長陳再福等人的同期同學。

## 爭議
2009年8月被最高軍事檢查署起訴，涉嫌賣官事件、公器私用，最後僅以行政程序瑕疵，經时任總統馬英九核定只申誡一次，且「查無刑事不法」。
2009年因「八八水災救災任務」剛好在李清國擔任副司令任內，但他沒有視察現場、沒有勘災、沒有現場指揮救援，什麼都完全沒有做，卻領頭功，獲授四等寶鼎勳章，遭受底下幹部議論紛紛。
2014年8月，李清國退役後，轉任欣欣天然氣公司總經理一職，年薪俸逾2百萬元，遭外界質疑是坐領高薪的「肥貓」。這樣的肥缺更被立委批評是外行領導內行。
同年8月15日發生新店氣爆事件，時任欣欣天然氣公司總經理的李清國卻推卸責任說：「瓦斯內管是屬住戶財產……」藉以劃分氣爆責任的歸屬。為此住戶則痛駡：「太瞎了！太扯！我們已經有反應，他也應該幫我們檢測，內管哪裏有漏？是不是應該協助改善或趕快止漏，怎麼會推卸說內管就是住家的問題，讓我們大家每天擔心受怕。」

## 外部連結
- 台北高爾夫俱樂部董監事名錄 （页面存档备份，存于）